# John Douglas (pugile)
John Douglas (Georgetown, 27 marzo 1971) è un ex pugile guyanese.

## Biografia
Rappresentò il Guyana ai Giochi olimpici estivi di Atlanta 1996, dove fu alfiere durante la cerimonia d'apertura. Gareggiò nel torneo dei pesi medio massimi in cui fu estromesso ai trentaduesimi.